# Antoon Erftemeijer
Antoon F.W. Erftemeijer (Hoorn, 1954) is een Nederlands schrijver, beeldend kunstenaar en kunsthistoricus.

## Leven en werk
Erftemeijer studeerde kunstgeschiedenis aan de Universiteit Leiden en volgde de Koninklijke Academie van Beeldende Kunsten (KABK) in Den Haag.
In 1987 begon hij bij het Frans Hals Museum waar hij 33 jaar heeft gewerkt, eerst als educator en later als conservator moderne kunst. Hij maakte de zomertentoonstellingen in de Hal en schreef de bijbehorende catalogi. Verder is Erftemeijer veel te horen en te zien op radiostations en podcasts, exposeert hij en heeft hij een lange lijst aan publicaties, zowel non-fictie als ook fictie. Zijn bekendste boeken zijn: 'De aap van Rembrandt' en 'Het oor van Vincent'.
Ook is Erftemeijer voorzitter van de commissie kunstzaken en kathedraalmuseum van de koepelkathedraal in Haarlem. Het vernieuwde kathedraalmuseum en het boek 'De Koepelkathedraal van Haarlem' zijn mede dankzij hem tot stand gekomen, en zijn inzet voor deze functie heeft bijgedragen aan zijn onderscheiding tot Ridder in de Orde van Oranje Nassau.

## Publicaties

#### Kunsthistorisch: boeken
- 1996 `Ware Werkelijkheid. De godsbeelden van Van Gogh en Mondriaan vergeleken'. In: E. van de Loo e.a. (red.), Kunst van geloven, Uitgeverij Ambo 1996
- 1997 A. Erftemeijer, A. Looyenga en M. van Roon, Getooid als een bruid. De nieuwe Sint-Bavokathedraal te Haarlem, Uitgeverij Gottmer, Haarlem 1997 ISBN 90-257-2869-3.
- 2000 De aap van Rembrandt. Kunstenaarsanekdotes van de klassieke oudheid tot heden. Uitgeverij Becht, Haarlem, herdruk 2004 ISBN 90-230-1060-4
- 2002 De nieuwe bril van Monet. Anekdotes over de Franse impressionisten en hun tijdgenoten, Uitgeverij Becht, Haarlem 2002 (142 blz.) ISBN 90-230-1117-1
- 2002 De hemelvaart van Frans Hals. Anekdotes over Hollandse kunstenaars uit de Gouden Eeuw, Uitgeverij Becht, Haarlem 2002 ISBN 90-230-1116-3.
- 2004 Frans Hals in het Frans Hals Museum, Uitgeverij Ludion, Amsterdam/Gent 2004 ISBN 90-5544-509-6.
- 2004 Herziene heruitgave Het Frans Hals Museum, Haarlem, Uitgeverij Ludion, Amsterdam/Gent ISBN 90-5544-509-6.
- 2011 Het oor van Vincent, merkwaardige feiten uit de kunstgeschiedenis ISBN 978-90-230-1334-1.
- 2013 100 jaar Frans Hals museum ISBN 978-94-6208-037-9.
- 2014 Het fenomeen Frans Hals ISBN 978-94-6208-168-0.
- 2018 Kunst is om te huilen, heftige emoties bij het kijken naar kunst ISBN 978-94-6226-264-5.
- 2020 De koepelkathedraal van Haarlem, met M. Bakker ISBN 978-94-91936-27-2.

#### Kunsthistorisch: artikelen en bijdragen
- 1998-2006 Co-auteur Geschiedeniskalender (Sdu Uitgevers)
- 1983-1985 Kunstjournalistieke bijdragen aan het Katholiek Nieuwsblad
- 1984-1990 Recensies hedendaagse kunst in Leidsch Dagblad en Haarlems Dagblad
- 1985-2000 Bijdragen aan maandblad Kunstbeeld

#### Fictie
- 1992 Het schetsboek van Spinoza ISBN 90-73983-04-5
- 2004 Dura Mater ISBN 90-73983-19-3.
- 2006 Fijn met de trein?! spoorgids voor beginners (en gevorderden) ISBN 90-5179-350-2.
- 2018 Een Halszaak in Haarlem ISBN 978-94-91936-15-9.
- 2019 Ogentroost en andere verhalen ISBN 978-94-6226-346-8.
- 2020 Het rode bruidje ISBN 9789464034110.
- 2020 De apostel van Bern ISBN 978-94-640-3713-5
- 2021 Een Venetiaanse bruiloft ISBN 978-94-643-1195-2

#### Boeken met/over schilderwerk
- 2020 Zwerven langs kloosters ISBN 978-90-5625-520-6.
- 2020 Zwerven langs musea
- 2021 Schilderachtig Haarlem

#### Catalogi bij tentoonstellingen
I. In de Koepelkathedraal Haarlem
- 2016 Lichtbeelden, glas in lood van Jan Dibbets in de Nieuwe Bavo, Haarlem. ISBN 978-90-8683-055-8.
- 2017 Ridder en mysticus: Han Bijvoet (1897-1975), kunstschilder te Haarlem. (co-auteur) ISBN 978-90-8683-057-2
- 2018 Geloof in beeld: Mari Andriessen (1897-1979), beeldhouwer in Haarlem. (co-auteur) ISBN 978-90-8683-058-9.

II.    In het Frans Hals Museum
- 2007 Israels aan zee. Hollandse en Italiaanse strandtaferelen van Isaac Israels (1865-1934) ISBN 978-90-844567-3-6.
- 2008 Anton Pieck ISBN 90-804456-8-1.
- 2009 Groots en meeslepend ISBN 978-94-90198-01-5.
- 2010 Godfried Bomans: schrijver tussen kunstenaars. ISBN 978-94-90198-04-6.
- 2011 Zó Hollands: het Hollandse landschap in de Nederlandse kunst sinds 1850. ISBN 978-94-90198-09-1
- 2012 Naar zee: de zee in de Nederlandse kunst sinds 1850. ISBN 978-94-90198-11-4
- 2013 Vereeuwigd 1913-2013: Nederlandse portretkunst in het voetspoor van Frans Hals. (co-auteur) ISBN 978-94-90198-12-1.
- 2014 Lucht! In de Nederlandse kunst sinds 1850. ISBN 978-94-90198-13-8.
- 2015 O Muze! Inspirerende personen in de Nederlandse kunst sinds 1850. (co-auteur) ISBN 978-94-90198-16-9.
- 2016 Reiskoorts bij Nederlandse kunstenaars sinds 1850. (co-auteur) ISBN 978-90-78670-49-0.
- 2017 Humor 101 jaar lachen om kunst (co-auteur)
- 2019 Virtuoos! Israels tot Armando. (co-auteur) ISBN 978-90-90-31969-8.
- 2020 Mag het ook mooi zijn?

III.    In het Museum Kurhaus Kleef B.C. Koekoek-Huis (Duitsland)
- 2016 Cornelis Lieste (1817-1861) schilder van het licht. (co-auteur) ISBN 978-3-934935-77-8.

#### IV. Andere musea
Musée de la Marine Parijs/Japan
- 1989 `Nederlandse Maritieme kunst door de eeuwen heen'. In Sillages Neerlandais/Kunst in het kielzog, exp.cat. Musée de la Marine, Parijs, uitg. De Walburg Pers. pp. 47-163.

Singer Museum Laren
- 1995 `Titanen en Titaantjes. De beeldhouwkunst van Hans Bayens'. In: K. Mechiels e.a., Bayens, Wijk en Aalburg 1995, pp. 106-140 (exp.cat.).

## Afbeeldingen
Erftemeijer schildert voornamelijk in twee stijlen. Deze stijlen zijn geometrisch-abstract en impressionistisch/realistisch. De afbeeldingen hieronder zijn voorbeelden van zijn abstracte stijl.

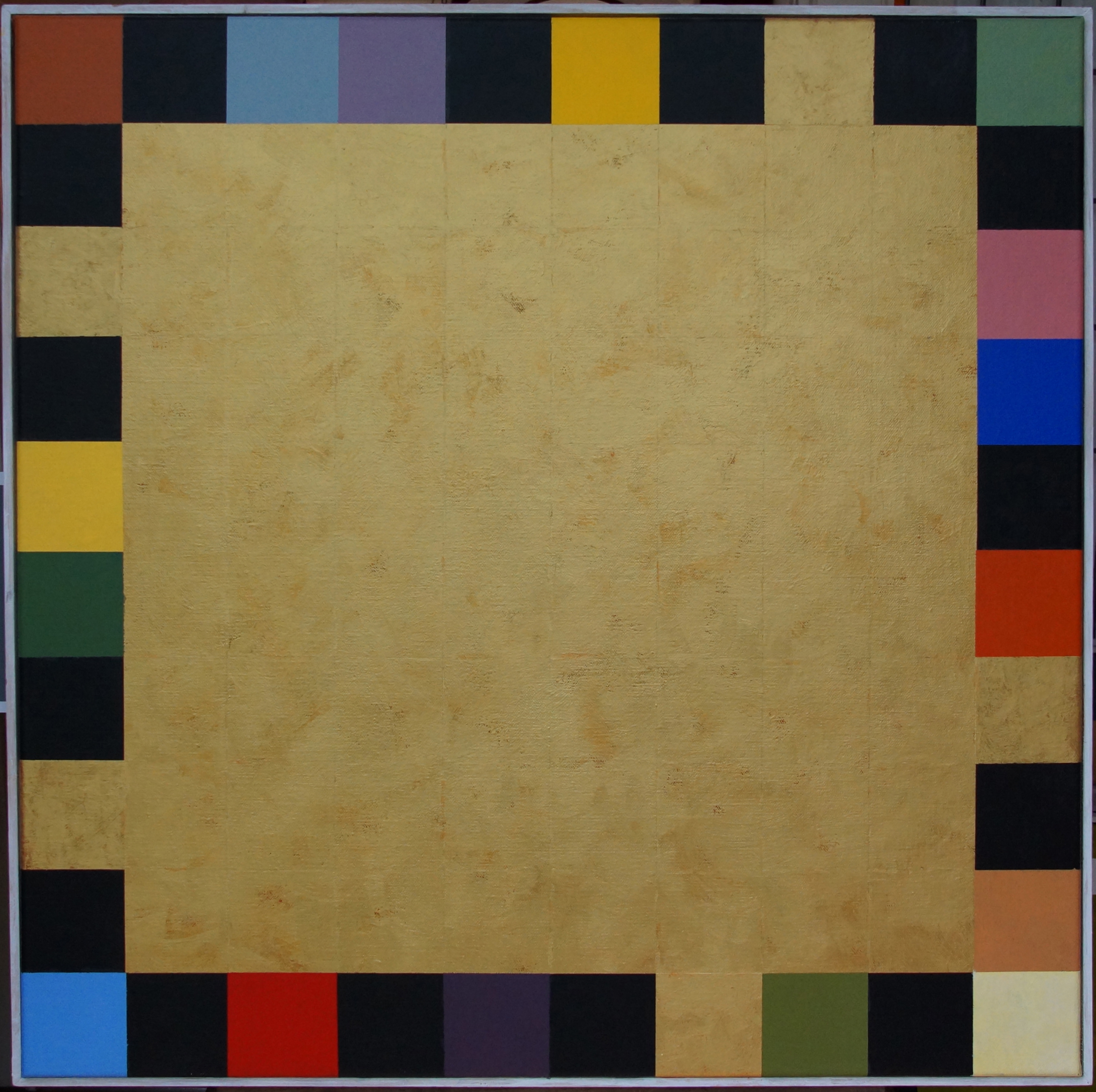
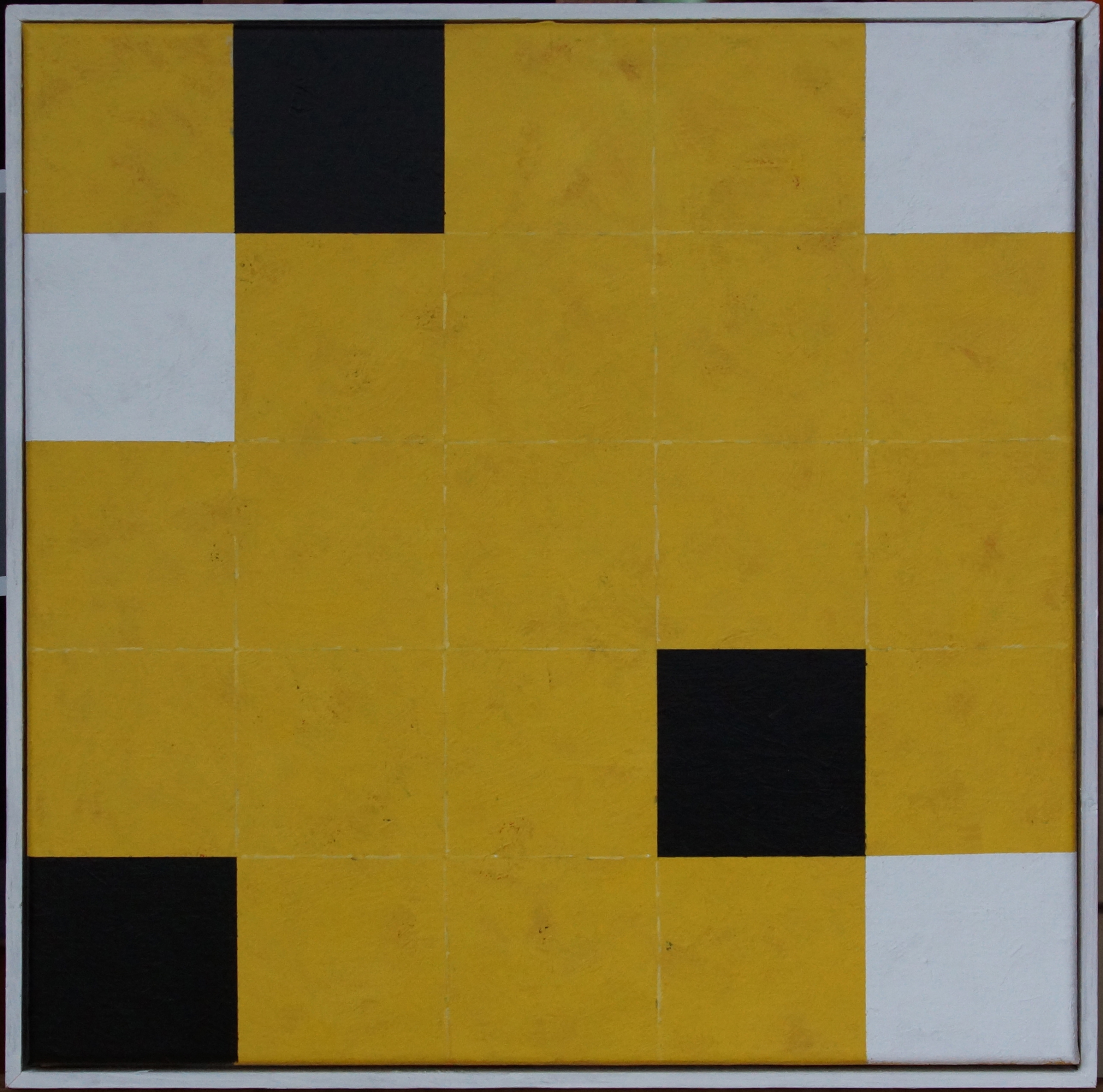
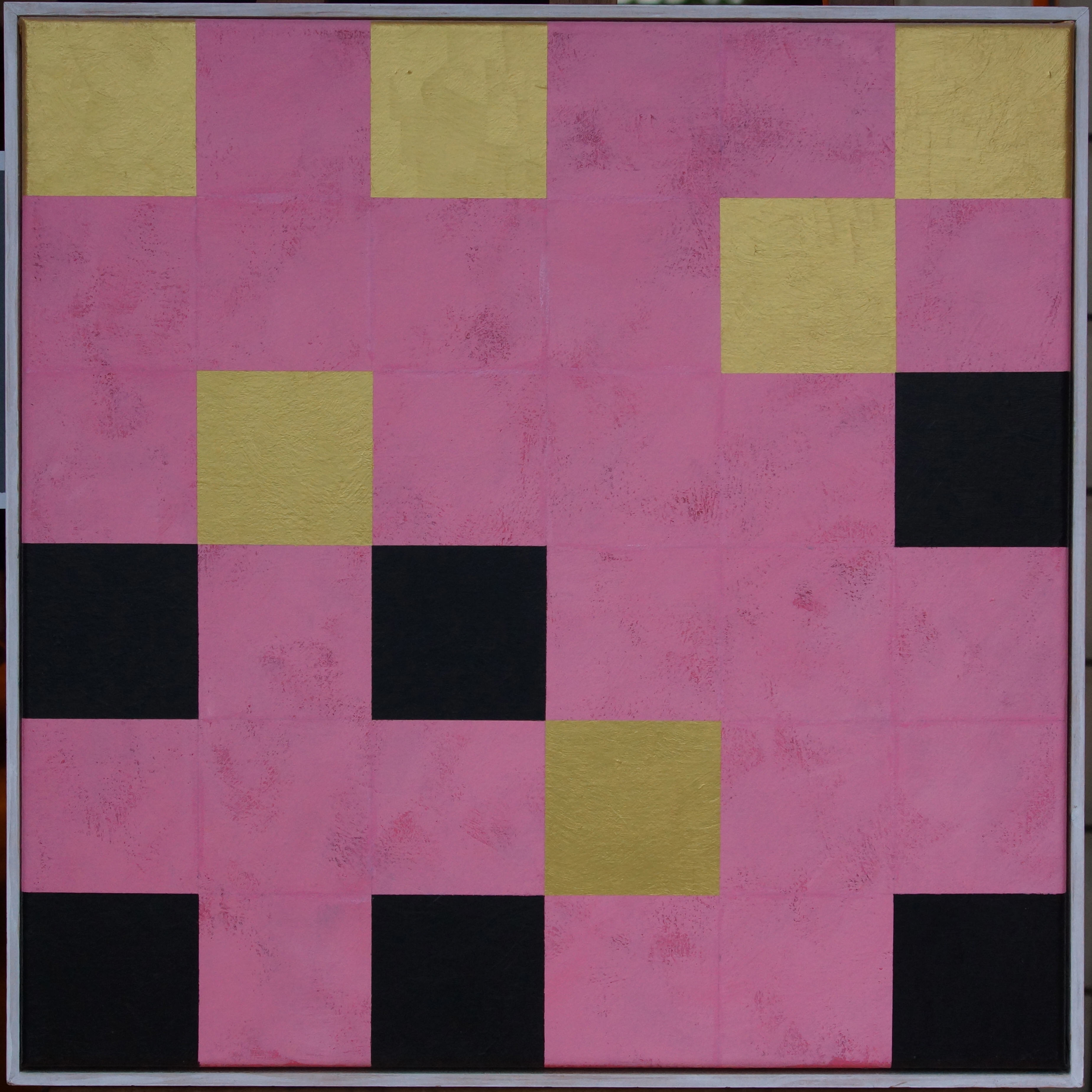

Enkele schilderijen van Erftemeijer in zijn impressionistische stijl:

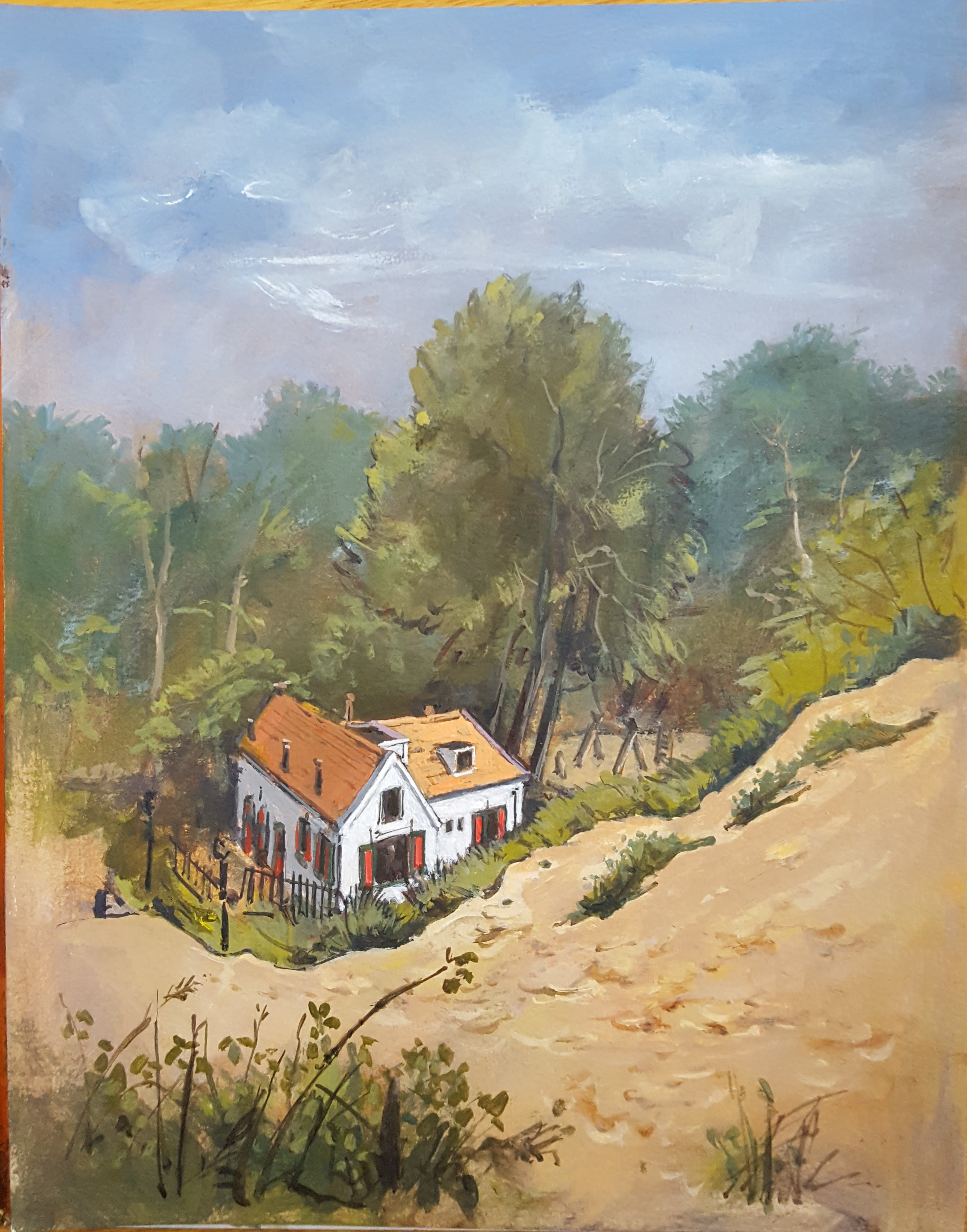
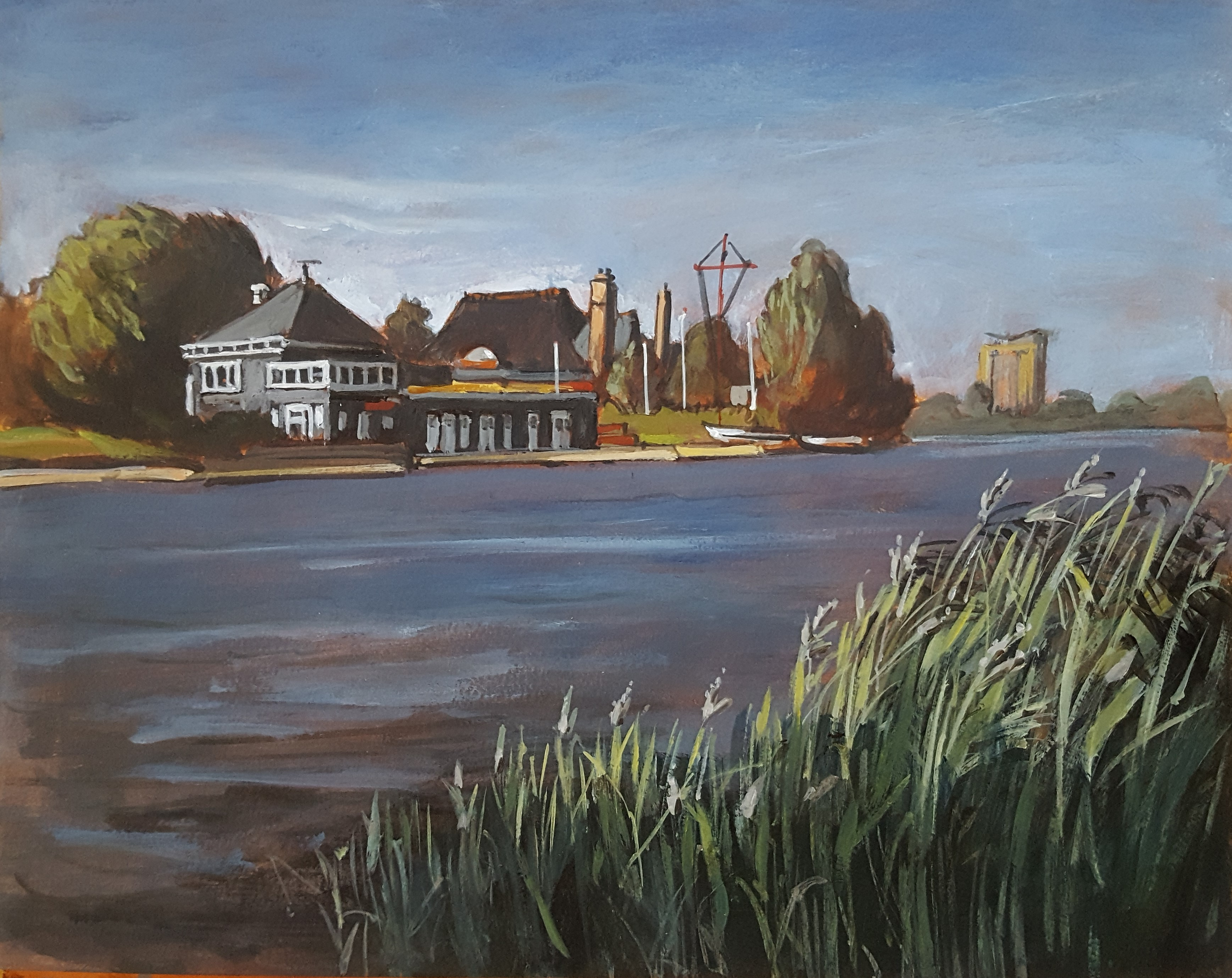
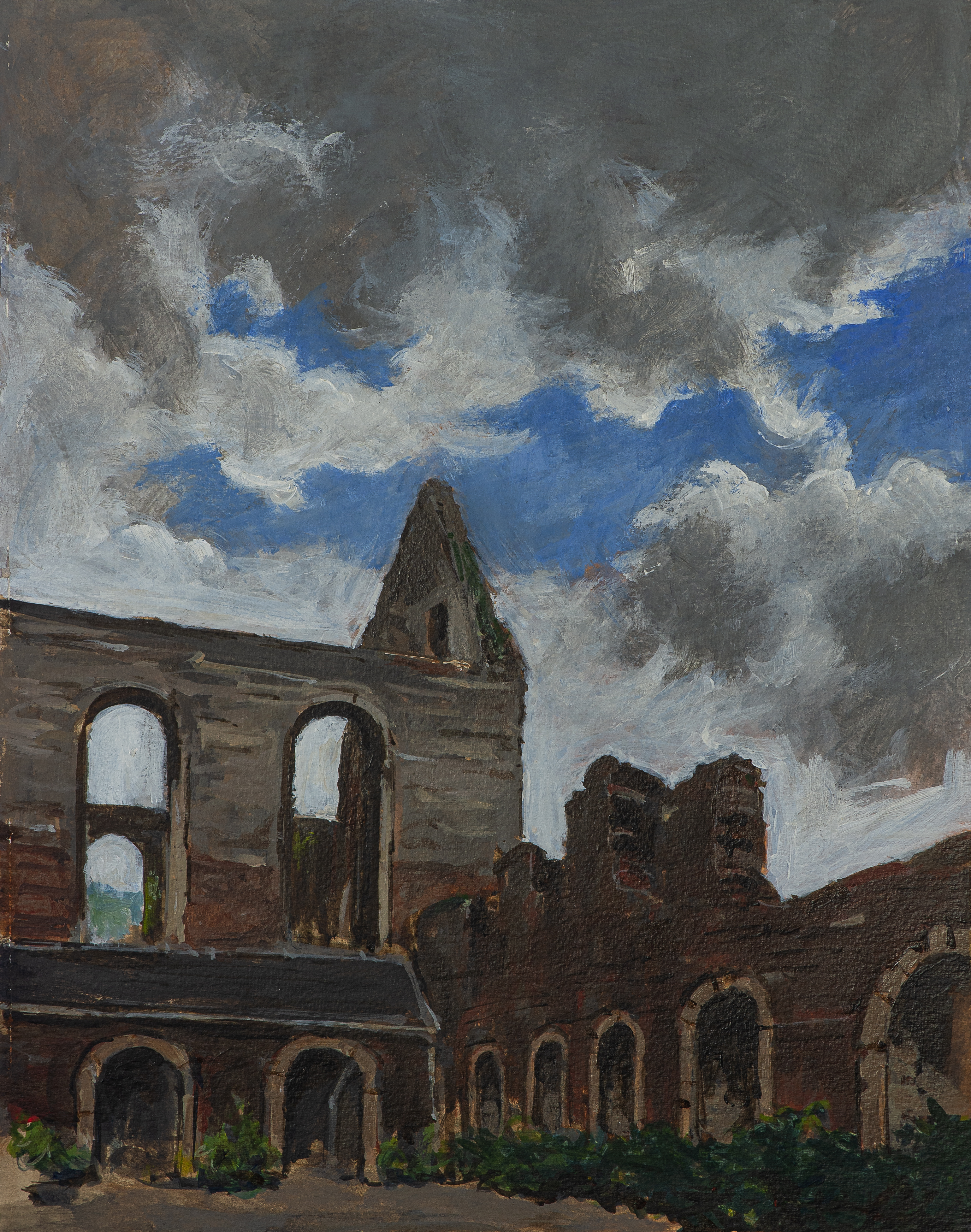
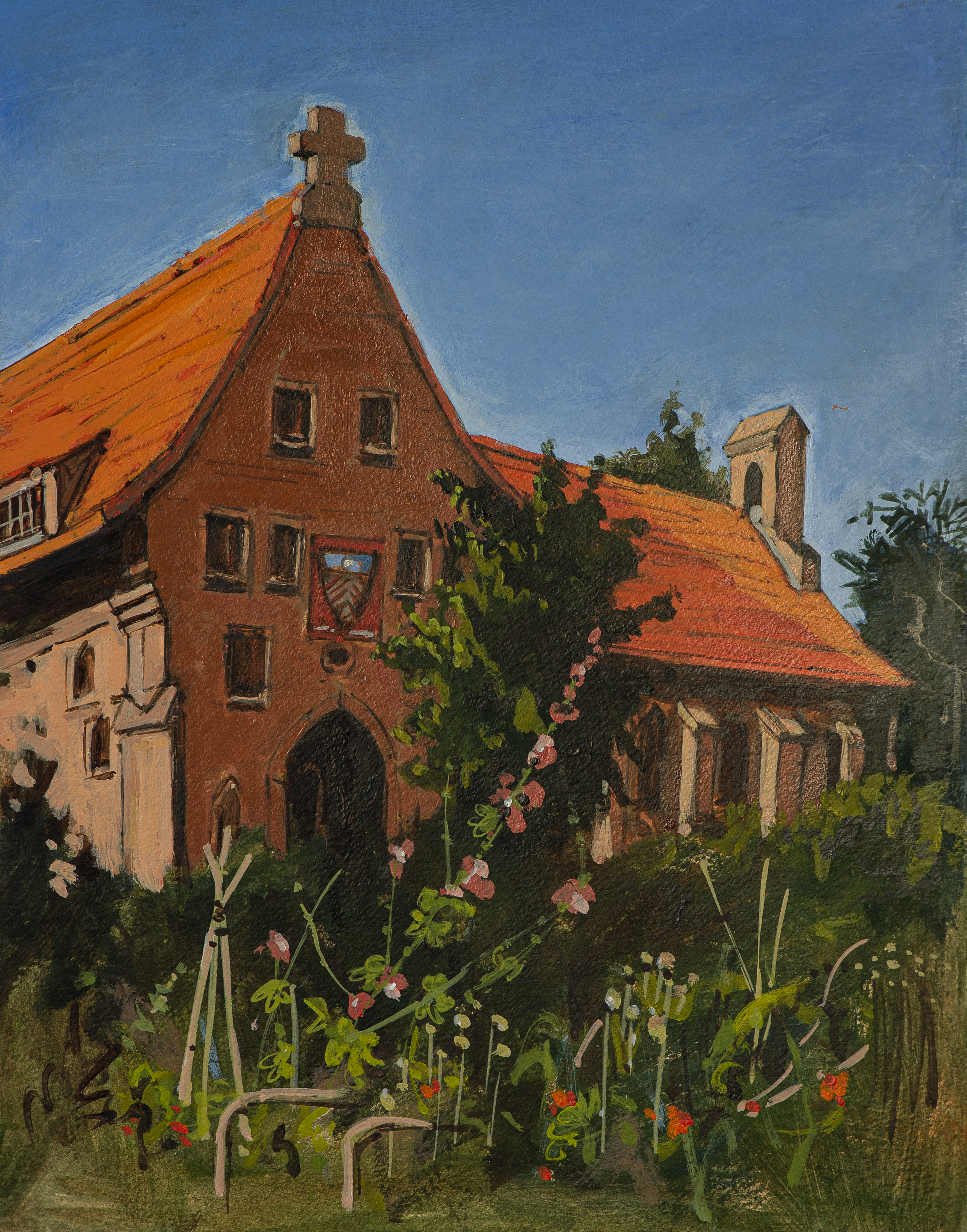

- Digitale Bibliotheek voor de Nederlandse Letteren: erft002
- RKD-Nederlands Instituut voor Kunstgeschiedenis: 115407